# Daniel Lee Yan-kong
Daniel Lee Yan-kong (李仁港 en chinois, Lǐ Réngǎng en hànyǔ pīnyīn) est un réalisateur hongkongais.

## Filmographie
- 1994 : Frères d'armes ('94 du bi dao zhi qing)
- 1996 : Black Mask (黑俠, Hak hap)
- 1998 : Till Death Do Us Part (Ngoh oi nei)
- 1999 : Moonlight Express (星月童話, Sing yuet tung wa)
- 2000 : A Fighter's Blues (阿虎, Ah Fu)
- 2001 : The Master Swordsman (Luk siu fung) (TV)
- 2003 : Star Runner (少年阿虎, Siu nin ah fu)
- 2005 : Dragon Squad (猛龍, Maan lone)
- 2008 : Les Trois Royaumes : La Résurrection du Dragon (三国之见龙卸甲, Saam gwok dzi gin lung se gap)
- 2010 : La 14e Lame (锦衣卫, Gam yee wai)
- 2011 : Le Dernier Royaume (鸿门宴, Hong men yan chuan qi)
- 2015 : Dragon Blade
- 2016 : Time Raiders
- 2019 : The Climbers